# ماریا یاتراکیس
ماریا یاتراکیس (انگلیسی: Maria Yatrakis؛ زادهٔ ۱۰ ژوئن ۱۹۸۰) بازیکن فوتبال اهل ایالات متحده آمریکا است.
وی همچنین در تیم ملی فوتبال Greece بازی کرده‌است.